# A Halloween Puppy
A Halloween Puppy (noto anche come A Magic Puppy) è un film televisivo del 2012, diretto da Mary Crawford.

## Trama
Linda vorrebbe riaccendere la sua relazione con il fidanzato Ted, quindi pianifica un weekend per loro due in una capanna. Ma quando suo figlio Adam e la sua amica Molly lo trasformano accidentalmente in un cane il weekend è rovinato. I due ragazzi dovranno quindi scoprire come spezzare l'incantesimo e riportare tutto alla normalità.

## Produzione
Il film è stato realizzato con un budget stimato di un milione di dollari